# Ana Ballabriga
Ana Isabel Ballabriga Navarro (Candasnos, Huesca, 7 de septiembre de 1977) es una escritora española de novela negra y suspense. Todas sus novelas están escritas a cuatro manos con David Zaplana.

## Biografía
Licenciada en Psicología por la Universidad de Valencia. En Valencia conoció al también escritor David Zaplana, con quien comparte su vida y su trabajo. En 2007 publicaron su primera novela, Tras el Sol de Cartagena. En 2016 ganaron el Premio Literario de Amazon con Ningún escocés verdadero y en 2021 el certamen literario de novela negra Auguste Dupin con El deseo eterno.
Ha sido también directora, guionista y productora de varios cortometrajes junto con David Zaplana.
Dirige el pódcast literario Un día de libros, el pódcast de true crime Sin Ficción (para la editorial Alrevés) y colabora en el canal de YouTube de la revista literaria digital Zenda con la sección La gota de sangre, que toma su nombre de la novela homónima de Emilia Pardo Bazán.

## Premios
- Premio Indie de Amazon y El Mundo por Ningún escocés verdadero (2016).[2][12]
- Ganadora del Certamen de Novela Negra Auguste Dupin con El deseo eterno (2022).[13][14]

## Novelas
- Tras el sol de Cartagena (Maghenta Editorial, 2007; reeditada por Amazon Publishing en 2018).
- Morbo gótico (Alfaqueque Ediciones, 2010).
- Ningún escocés verdadero (Amazon Publishing, 2016).[12]
- The Dark Circus (Amazon Publishing, 2018).
- La paradoja del bibliotecario ciego.[1][15]
- Soy Rose Black (Ediciones Versátil, 2019).[16]
- La profecía del desierto (Ed. Umbriel, 2021).
- El deseo eterno (Ed. Distrito 93, 2022).[17][18]
- La ley del hambre (Contraluz Editorial, 2023).[19][20]

## Cortometrajes
- Una bofetada a tiempo (2007).
- Águeda (2008).
- Modern Life (2008).
- Desde las entrañas (2010).
- Sólo Dios perdona los pecados (2017).